# Governo riformato della Repubblica di Cina
Il Governo riformato della Repubblica di Cina (in cinese 中華民國維新政府, Zhōnghuá Mínguó Wéixīn Zhèngfǔ; in giapponese 中華民国政府改革, Chūkaminkoku seifu kaikaku) fu uno Stato fantoccio istituito nel marzo 1938 dall'Impero giapponese nelle regioni della Cina centro-orientale, occupate durante le prime fasi della seconda guerra sino-giapponese.
Retto da Liang Hongzhi, il Governo non godeva di alcun riconoscimento internazionale né di un reale potere interno, usufruendo sempre di un'autorità e di un supporto popolare molto ridotti; a causa degli estesi poteri di cui godevano i "consiglieri" giapponesi inseriti all'interno dello stesso Governo, questo non era nulla di più di una branca dell'amministrazione militare nipponica in Cina.
Il Governo cessò di esistere nel marzo 1940, quando venne incorporato all'interno del nuovo regime collaborazionista della Repubblica di Nanchino.

## Storia
Dopo la vittoria giapponese nella battaglia di Nanchino del dicembre 1937 e la ritirata dalla città delle forze del Kuomintang cinese, il Quartier generale imperiale nipponico autorizzò la creazione di un regime collaborazionista dotato di almeno un controllo nominale sulle regioni della Cina centrale e meridionale occupate da parte del Giappone, legittimando in qualche modo questa occupazione; i territori occupati dai giapponesi nella Cina settentrionale erano del resto già assoggettati, fin dal dicembre 1937, a una simile amministrazione fantoccio, il cosiddetto Governo provvisorio della Cina. L'Armata d'area giapponese della Cina centrale, competente per le operazioni belliche nella regione, redasse quindi nel corso del dicembre 1937 i piani per l'istituzione di un governo fantoccio nella zona del basso corso del Fiume Azzurro; furono redatti vari documenti contenenti i dettagli per il sostegno finanziario, economico e politico necessario all'istituzione del nuovo governo, contemplando anche l'eventualità di far confluire il precedente Governo provvisorio della Cina all'interno della nuova amministrazione della Cina centrale. Venne posta molta attenzione al reclutamento di leader politici e militari cui affidare la guida del nuovo governo.
Come primo candidato ad assumere la guida del nuovo governo collaborazionista fu designato Tang Shaoyi, un passato dirigente del Kuomintang entrato in conflitto con il leader del partito Chiang Kai-shek. Shaoyi si disse pronto ad assumere l'incarico, ma i giapponesi non furono in grado di dargli un'assicurazione formale che i territori del Governo provvisorio nella Cina del nord sarebbero stati effettivamente assoggettati alla nuova amministrazione, e alla fine questi decisero di destinare Shaoyi ad altro incarico; lo stesso Shaoyi fu del resto assassinato da agenti del Kuomintang pochi giorni dopo. I giapponesi aprirono quindi delle trattative con Liang Hongzhi, un ex membro della Cricca di Anhui del primo periodo della Repubblica di Cina, il quale aveva dei solidi legami con il Giappone; Hongzhi e altri esponenti cinesi si incontrarono a Tokyo il 19 febbraio 1938, mettendo a punto il nuovo governo il quale avrebbe utilizzato come propri simboli la vecchia bandiera e il vecchio inno della Repubblica di Cina.
Il Governo riformato della Repubblica di Cina fu ufficialmente istituito da Liang Hongzhi il 28 marzo 1938, ricevendo il controllo delle province di Jiangsu, Zhejiang e Anhui come pure delle municipalità di Nanchino e Shanghai. Il manifesto politico cui il nuovo governo si ispirava biasimava le conseguenze dell'istituzione del precedente regime del Kuomintang e ringraziava gli alleati giapponesi per "aver salvato" la Cina da esso, sostenendo che il Governo riformato sarebbe stato la soluzione ai problemi del paese. Le attività del governo cinese erano tuttavia attentamente prescritte e supervisionate da "consiglieri" provenienti dalle forze di occupazione giapponesi; il fallimento da parte dei nipponici nel dotare la nuova amministrazione di una qualunque autorità reale la gettò ben presto nel discredito più totale davanti agli occhi di suoi abitati, rendendo alla fine l'esistenza del Governo riformato solo un limitato mezzo di propaganda per le autorità giapponesi.
L'esistenza della nuova entità fu alquanto breve, e già il 30 marzo 1940 il Governo riformato fu, unitamente al Governo provvisorio nella Cina del nord, incorporato in una nuova entità collaborazionista cinese costituita dagli occupanti nipponici, la cosiddetta "Repubblica di Nanchino" di Wang Jingwei.

## Forze armate
Il Governo riformato costituì un proprio esercito sotto la direzione del ministro per la pacificazione Ren Yuandao, inizialmente forte di 10.000 effettivi saliti poi a circa 30.000 nel 1939; queste truppe erano del resto considerate come inaffidabili da parte dei giapponesi a causa del loro scarso addestramento e della carenza di equipaggiamenti. Venne costituita un'accademia militare con una classe iniziale di un centinaio di cadetti, al fine di costituire un corpo ufficiali con elementi estranei al precedente esercito del Kuomintang; ad ogni modo, l'esercito del Governo riformato rimase largamente incompetente e in varie occasioni si diede alla fuga invece di affrontare i guerriglieri cinesi cui doveva dare la caccia.
Venne inoltre costituita una piccola marina militare, dotata di imbarcazioni leggere per il pattugliamento dei fiumi e delle regioni costiere, guidata da un ammiraglio disertore della marina nazionalista. In aggiunta fu pianificata la costituzione di un'aeronautica militare, e alcuni alianti d'addestramento furono acquistati dai giapponesi; questa forza non era tuttavia stata ancora concretamente creata al momento dello scioglimento del governo.